# A2207 road
Die A2207 war eine Class-I-Straße, die 1922 im Stadtgebiet London mit der namentlichen Bezeichnung „Spa Road“ festgelegt wurde. Sie verlief von der A200, die damals als „Jamaica Road“ durch die heutige Old Jamaica Road verlief über die Thurland Road und Spa Road zur A2206. Ende der 1970er Jahre wurde sie abgestuft. Heute ist ein Teil der Tanner Street und Druid Street als A2207 festgelegt. Diese bilden eine Einbahnstraße westwärts parallel zur A200, die in östlicher Richtung Einbahnstraße ist.